# إل. إدوارد براون
إل. إدوارد براون (بالإنجليزية: L. Edward Brown)‏ هو سياسي أمريكي، ولد في 18 يونيو 1937م ببريستون في الولايات المتحدة. حزبياً، نشط في الحزب الجمهوري. وقد انتخب عضو مجلس نواب ايداهو.